# Trà Thủy
Trà Thủy là một xã thuộc huyện Trà Bồng, tỉnh Quảng Ngãi, Việt Nam.
Xã Trà Thủy có diện tích 76,3 km², dân số năm 1999 là 2180 người, mật độ dân số đạt 29 người/km².